# Pemuco
Pemuco – miasto w Chile, w regionie Ñuble, w prowincji Diguillín.